# 周盛
周盛（1937年—），男，河北涿县人，中国航空发动机专家，曾任北京航空学院教授、博士生导师。